# Emissionsgrad

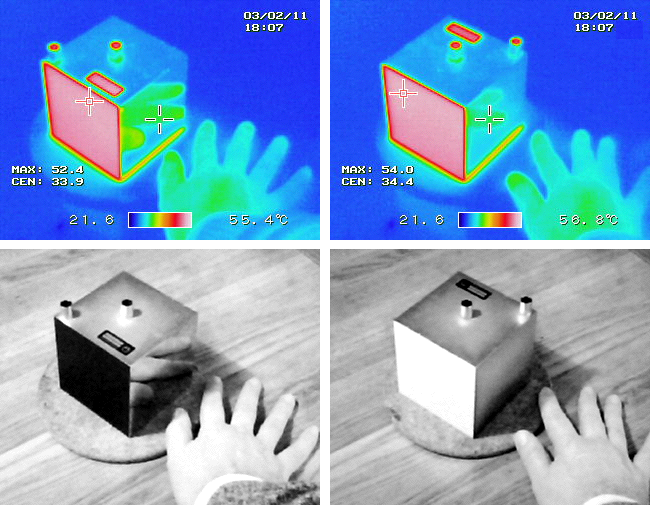
Zwei Ansichten eines Leslie-Würfels, alle Würfelseiten befinden sich auf gleicher Temperatur aber mit unterschiedlichen Emissionsgraden. Aufnahme mit einer Wärmebildkamera und im Vergleich im sichtbaren Bereich

Jeder Körper, dessen Temperatur über dem absoluten Nullpunkt liegt, sendet Wärmestrahlung aus. Der Emissionsgrad eines Körpers (auch als Emissivität oder Emissionskoeffizient bezeichnet) gibt an, wie viel Strahlung er im Vergleich zu einem idealen Wärmestrahler, einem Schwarzen Körper, abgibt. Damit liegt dieser Wert stets zwischen 0 (keine Emission) und 1 (100 % Emission).

## Schwarzer Körper als Strahlungsreferenz
Ein Schwarzer Körper ist ein idealisiertes Objekt, das Masse und Volumen hat und jegliche auf ihn treffende elektromagnetische Strahlung bei jeder Frequenz vollständig absorbiert. Er ist nicht zu verwechseln mit realen physikalischen Körpern, die schwarz sind; ein idealisierter Schwarzer Körper ist nicht gleich einem realen schwarzen Körper. Ein Schwarzer Körper ist nur ein erdachtes Modell der Realität, weil reale Körper immer einen Teil der auftreffenden elektromagnetischen Strahlung zurückbeugen und nicht absorbieren.
Das Absorptions- und das Emissionsvermögen von elektromagnetischer Strahlung bei realen physikalischen Körpern verhält sich stets proportional zueinander; das wird durch das Kirchhoffschen Strahlungsgesetz beschrieben.
Demzufolge hat der idealisierte Schwarze Körper bei jeder Frequenz der auf ihn treffenden elektromagnetischen Strahlung das größtmögliche Absorptionsvermögen und (proportional) bei jeder Frequenz von elektromagnetischer Strahlung das stärkste Emissionsvermögen (Emissionsgrad), das bei gegebener Körpertemperatur möglich ist, nämlich jeweils 100 %. Stünde er zum Vergleich neben einem realen physikalischen schwarzen Körper und beide Körper hätten dieselbe Temperatur, so gäbe er seine Wärme schneller ab und leuchtete dabei auch heller als der reale Körper. Reale physikalische Körper, die eine schwarze Farbe haben, absorbieren niemals zu 100 % die auftreffende elektromagnetische Strahlung, wie es der idealisierte, gedachte Schwarze Körper tut. Einige reale physikalische Körper haben ein hohes Emissionsvermögen, wie etwa weißes arktisches Packeis am Nordpol, das trotz voller Mittagssonne im Sommer kühl bleibt. Einige reale physikalische Körper haben ein geringes Emissionsvermögen, wie etwa ein schwarzes T-Schirt auf dem arktischen Packeis am Nordpol, das sich in der Mittagssonne aufheizt und vergleichsweise warm wird.
Intensität und Frequenzverteilung der abgegebenen Strahlung des idealisierten Schwarzen Körpers hängen nur von seiner Temperatur ab und nicht von seiner materiellen Beschaffenheit, wie es bei realen physikalischen Körpern stets der Fall ist. Ein idealisierter Schwarzer Körper strahlt in jede Richtung gleichermaßen, die von ihm abgegebene Strahlung ist in allen Richtungen gleich stark; man sagt, er strahlt vollkommen diffus. Das wird durch das plancksche Strahlungsgesetz beschrieben.
Der universelle Charakter der von einem Schwarzen Körper abgegebenen thermischen Strahlung und der Umstand, dass bei einer beliebigen Frequenz kein realer Körper stärker abstrahlen kann als ein schwarzer Körper, legen es nahe, das Emissionsvermögen eines realen Körpers auf den vom schwarzen Körper vorgegebenen maximal möglichen Wert zu beziehen. Das Verhältnis der von einem realen Körper abgegebenen Strahlungsintensität zur Strahlungsintensität eines Schwarzen Körpers derselben Temperatur nennt man den Emissionsgrad des realen Körpers. Der Emissionsgrad realer Körper kann Werte zwischen 0 und 1 annehmen; hierbei entspräche 0 dem Emissionsgrad eines idealisierten Weißen Körpers und 1 dem Emissionsgrad eines idealisierten Schwarzen Körpers und Werte dazwischen entsprächen den Emissionsgraden verschiedener realer Körper von ultraweißem Bariumsulfat bis Vantablack.

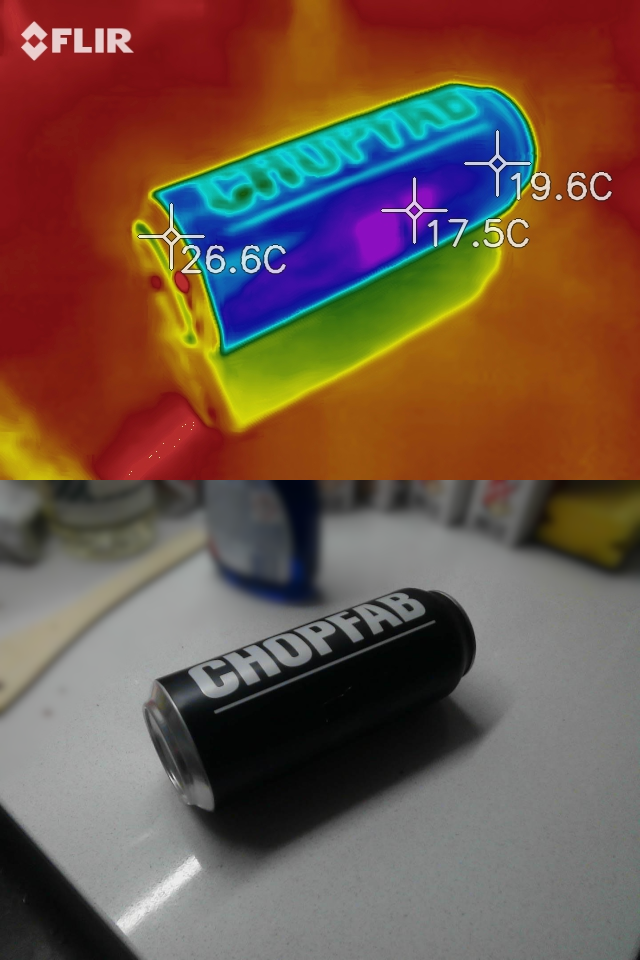
Durch den unterschiedlichen Emissionsgrad der Oberflächen zeigt dieses Wärmebild einer kalten Getränkedose stark unterschiedliche (und falsche) Temperaturwerte. Reflexionen (wie am glänzenden Ende der Dose und der Tischplatte) verhindern korrekte Messungen reflektierender Oberflächen.

Der Emissionsgrad eines realen Körpers muss experimentell ermittelt worden und bekannt sein, damit aus der Messung der Intensität der abgegebenen Wärmestrahlung seine Temperatur mit einem Pyrometer oder einer Wärmebildkamera bestimmt werden kann.

## Emissionsgrade

### Gerichteter spektraler Emissionsgrad
Die spektrale Strahldichte {\displaystyle L_{\Omega \nu }(\beta ,\varphi ,\nu ,T)} (Einheit: W·m−2·Hz−1·sr−1) eines Körpers der Temperatur {\displaystyle T} gibt an, welche Strahlungsleistung der Körper bei der Frequenz {\displaystyle \nu } in die durch den Polarwinkel {\displaystyle \beta } und den Azimutwinkel {\displaystyle \varphi } gegebene Richtung pro Fläche, pro Frequenzbreite und pro Raumwinkel aussendet. Die spektrale Strahldichte {\displaystyle L_{\Omega \nu }^{o}(\nu ,T)} eines Schwarzen Körpers ist richtungsunabhängig und durch das plancksche Strahlungsgesetz gegeben.
Der gerichtete spektrale Emissionsgrad eines Körpers ist das Verhältnis der von einem Flächenelement des Körpers bei der Frequenz {\displaystyle \nu } in die durch die Winkel {\displaystyle \beta } und {\displaystyle \varphi } gegebene Richtung abgestrahlten spektralen Strahldichte {\displaystyle L_{\Omega \nu }(\beta ,\varphi ,\nu ,T)} zu der von einem Schwarzen Körper derselben Temperatur bei derselben Frequenz in dieselbe Richtung abgestrahlten spektralen Strahldichte {\displaystyle L_{\Omega \nu }^{o}(\nu ,T)}:
{\displaystyle \varepsilon _{\nu }^{\prime }(\beta ,\varphi ,\nu ,T)={\frac {L_{\Omega \nu }(\beta ,\varphi ,\nu ,T)}{L_{\Omega \nu }^{o}(\nu ,T)}}}.

### Hemisphärischer spektraler Emissionsgrad
Die spektrale spezifische Ausstrahlung {\displaystyle \,M_{\nu }(\nu ,T)} (Einheit: W·m−2·Hz−1) eines Körpers der Temperatur {\displaystyle T} gibt an, welche Strahlungsleistung der Körper bei der Frequenz {\displaystyle \nu } in den gesamten Halbraum pro Flächeneinheit und pro Einheits-Frequenzintervall aussendet. Die spektrale spezifische Ausstrahlung {\displaystyle M_{\nu }^{o}(\nu ,T)} eines Schwarzen Körpers ist durch das plancksche Strahlungsgesetz gegeben.
Der hemisphärische spektrale Emissionsgrad eines Körpers ist das Verhältnis der von einem Flächenelement des Körpers bei der Frequenz {\displaystyle \nu } in den Halbraum abgestrahlten spektralen spezifischen Ausstrahlung {\displaystyle \,M_{\nu }(\nu ,T)} zu der von einem Schwarzen Körper derselben Temperatur bei derselben Frequenz in den Halbraum abgestrahlten spektralen spezifischen Ausstrahlung {\displaystyle M_{\nu }^{o}(\nu ,T)}:
|  | {\displaystyle \varepsilon _{\nu }(\nu ,T)} | {\displaystyle ={\frac {M_{\nu }(\nu ,T)}{M_{\nu }^{o}(\nu ,T)}}} |
|  |                                             | {\displaystyle ={\frac {\int L_{\Omega \nu }(\beta ,\varphi ,\nu ,T)\cos(\beta )\,\mathrm {d} \Omega }{\int L_{\Omega \nu }^{o}(\nu ,T)\cos(\beta )\,\mathrm {d} \Omega }}} |
|  |                                             | {\displaystyle ={\frac {1}{\pi }}\,\int \varepsilon _{\nu }^{\prime }(\beta ,\varphi ,\nu ,T)\,\cos(\beta )\,\mathrm {d} \Omega }.                                          |

### Gerichteter Gesamt-Emissionsgrad
Die Gesamtstrahldichte oder Strahldichte {\displaystyle L_{\Omega }(\beta ,\varphi ,T)} (Einheit: W·m−2·sr−1) eines Körpers der Temperatur {\displaystyle T} gibt an, welche Strahlungsleistung der Körper auf allen Frequenzen in die durch den Polarwinkel {\displaystyle \beta } und den Azimutwinkel {\displaystyle \varphi } gegebene Richtung pro Flächeneinheit und pro Raumwinkeleinheit aussendet. Die Strahldichte {\displaystyle L_{\Omega }^{o}(T)} eines Schwarzen Körpers ist richtungsunabhängig und durch das plancksche Strahlungsgesetz gegeben.
Der gerichtete Gesamt-Emissionsgrad eines Körpers ist das Verhältnis der von einem Flächenelement des Körpers auf allen Frequenzen in die durch die Winkel {\displaystyle \beta } und {\displaystyle \varphi } gegebene Richtung abgestrahlten Strahldichte {\displaystyle L_{\Omega }(\beta ,\varphi ,T)} zu der von einem Schwarzen Körper derselben Temperatur auf allen Frequenzen in dieselbe Richtung abgestrahlten Strahldichte {\displaystyle L_{\Omega }^{o}(T)}:
|  | {\displaystyle \varepsilon ^{\prime }(\beta ,\varphi ,T)} | {\displaystyle ={\frac {L_{\Omega }(\beta ,\varphi ,T)}{L_{\Omega }^{o}(T)}}}                                                                           |
|  |                                                           | {\displaystyle ={\frac {\int L_{\Omega \nu }(\beta ,\varphi ,\nu ,T)\,\mathrm {d} \nu }{\int L_{\Omega \nu }^{o}(\nu ,T)\,\mathrm {d} \nu }}}           |
|  |                                                           | {\displaystyle ={\frac {\pi }{\sigma T^{4}}}\,\int \varepsilon _{\nu }^{\prime }(\beta ,\varphi ,\nu ,T)L_{\Omega \nu }^{o}(\nu ,T)\,\mathrm {d} \nu }. |

### Hemisphärischer Gesamt-Emissionsgrad
Die spezifische Ausstrahlung {\displaystyle \,M(T)} (Einheit: W·m−2) eines Körpers der Temperatur {\displaystyle T} gibt an, welche Strahlungsleistung der Körper pro Fläche auf allen Frequenzen in den Halbraum aussendet. Die spezifische Ausstrahlung {\displaystyle \,M^{o}(T)} eines Schwarzen Körpers ist durch das Stefan-Boltzmann-Gesetz gegeben.
Der hemisphärische Gesamt-Emissionsgrad eines Körpers ist das Verhältnis der von einem Flächenelement des Körpers auf allen Frequenzen in den Halbraum abgestrahlten spezifischen Ausstrahlung {\displaystyle \,M(T)} zu der von einem Schwarzen Körper derselben Temperatur auf allen Frequenzen in den Halbraum abgestrahlten spezifischen Ausstrahlung {\displaystyle \,M^{o}(T)}:
|  | {\displaystyle \varepsilon (T)} | {\displaystyle ={\frac {M(T)}{M^{o}(T)}}} |
|  |                                 | {\displaystyle ={\frac {\int \int L_{\Omega \nu }(\beta ,\varphi ,\nu ,T)\,\cos(\beta )\,\mathrm {d} \nu \,\mathrm {d} \Omega }{\int \int L_{\Omega \nu }^{o}(\nu ,T)\,\cos(\beta )\,\mathrm {d} \nu \,\mathrm {d} \Omega }}} |
|  |                                 | {\displaystyle ={\frac {1}{\sigma T^{4}}}\,\int \varepsilon _{\nu }(\nu ,T)\,M_{\nu }^{o}(\nu ,T)\,\mathrm {d} \nu } |
|  |                                 | {\displaystyle ={\frac {1}{\pi }}\,\int \varepsilon ^{\prime }(\beta ,\varphi ,T)\,\cos(\beta )\,\mathrm {d} \Omega }. |

Alle Strahlgrößen und Emissionsgrade können natürlich auch als Funktion der Wellenlänge anstatt der Frequenz formuliert werden.

## Eigenschaften
Alle vier beschriebenen Emissionsgrade sind Materialeigenschaften des betrachteten Körpers (im Fall der analog definierten Absorptionsgrade gilt dies nur für den gerichteten spektralen Absorptionsgrad). Der gerichtete spektrale Emissionsgrad beschreibt die Richtungs- und Frequenzabhängigkeit der emittierten Strahlung durch Vergleich mit der von einem Schwarzen Körper emittierten Strahlung. Der hemisphärische spektrale Emissionsgrad beschreibt nur die Frequenzabhängigkeit, der gerichtete Gesamtemissionsgrad nur die Richtungsabhängigkeit und der hemisphärische Gesamtemissionsgrad nur die insgesamt abgegebene Strahlungsleistung. Für viele Materialien ist nur der letztere bekannt.
Ein Körper, dessen gerichteter spektraler Emissionsgrad nicht von der Richtung abhängt, ist ein Lambert-Strahler; er gibt völlig diffuse Strahlung ab. Ein Körper, dessen gerichteter spektraler Emissionsgrad nicht von der Frequenz abhängt, ist ein Grauer Körper. In beiden Fällen ergeben sich oft erhebliche Vereinfachungen für Strahlungsberechnungen, so dass reale Körper oft – soweit möglich – näherungsweise als diffuse Strahler und Graue Körper betrachtet werden.
Nach dem kirchhoffschen Strahlungsgesetz ist für jeden Körper der gerichtete spektrale Emissionsgrad gleich dem gerichteten spektralen Absorptionsgrad. Für die anderen Emissions- und Absorptionsgrade gilt die Gleichheit nur unter zusätzlichen Voraussetzungen.

## Tabellen
Grundsätzlich sind die Angaben zum Emissionsgrad in den vielen zu findenden Tabellen mit Vorsicht zu genießen. Auf Grund der vielen möglichen Variationen, die selten alle angegeben sind, kann es durchaus größere Unterschiede geben.
| Stoff                    | Temperatur {\displaystyle \vartheta }/ °C | Gesamtemissionsgrad in Richtung der Flächennormale {\displaystyle \varepsilon _{n}} | Hemisphärischer Gesamtemissionsgrad {\displaystyle \varepsilon } |
| ------------------------ | ----------------------------------------- | ----------------------------------------------------------------------------------- | ---------------------------------------------------------------- |
| Buchenholz               | 70                                        | 0,94                                                                                | 0,91                                                             |
| Eis, glatt, Dicke > 4 mm | −9,6                                      | 0,965                                                                               | 0,918                                                            |
| Emaillelack, weiß        | 20                                        | 0,91                                                                                |                                                                  |
| Kohle                    | 150                                       | 0,81                                                                                |                                                                  |
| Papier, weiß, matt       | 95                                        | 0,92                                                                                | 0,89                                                             |
| Reifbelag, rau           | 0                                         | 0,985                                                                               |                                                                  |
| Sand                     | 20                                        | 0,76                                                                                |                                                                  |
| Tafelglas, 6 mm dick     | −60…0                                     | 0,910                                                                               |                                                                  |
|                          | 60                                        | 0,913                                                                               |                                                                  |
|                          | 120                                       | 0,919                                                                               |                                                                  |
| Natron-Kalk-Glas         | 9,85                                      | 0,837                                                                               |                                                                  |
| Wasser, Dicke > 0,1 mm   | 10…50                                     | 0,965                                                                               | 0,91                                                             |

| Stoff                  | Temperatur {\displaystyle \vartheta }/ °C | Gesamtemissionsgrad in Richtung der Flächennormale {\displaystyle \varepsilon _{n}} | Hemisphärischer Gesamtemissionsgrad {\displaystyle \varepsilon } |
| ---------------------- | ----------------------------------------- | ----------------------------------------------------------------------------------- | ---------------------------------------------------------------- |
| Eisen, poliert         | −73…727                                   | 0,04…0,19                                                                           | 0,06…0,25                                                        |
| — , oxidiert           | −73…727                                   | 0,32…0,60                                                                           |                                                                  |
| — , blank geschmirgelt | 25                                        | 0,24                                                                                |                                                                  |
| — , blank geätzt       | 150                                       | 0,128                                                                               | 0,158                                                            |
| — , Gußhaut            | 100                                       | 0,80                                                                                |                                                                  |
| — , angerostet         | 25                                        | 0,61                                                                                |                                                                  |
| — , stark verrostet    | 20                                        | 0,85                                                                                |                                                                  |
| Gold, poliert          | 227…627                                   | 0,020…0,035                                                                         |                                                                  |
| — , oxidiert           | −173…827                                  |                                                                                     | 0,013…0,070                                                      |
| Kupfer, poliert        | 327…727                                   | 0,012…0,019                                                                         |                                                                  |
| — , oxidiert           | 130                                       | 0,76                                                                                | 0,725                                                            |
| — , stark oxidiert     | 25                                        | 0,78                                                                                |                                                                  |
|                        | 327                                       | 0,83                                                                                |                                                                  |
|                        | 427                                       | 0,89                                                                                |                                                                  |
|                        | 527…727                                   | 0,91…0,92                                                                           |                                                                  |
| Aluminium              |                                           |                                                                                     | 0,04                                                             |
| Platin                 |                                           |                                                                                     | 0,05                                                             |

## Begrifflichkeiten
Der Begriff Emissionsvermögen wird oft synonymisch für Emissionsgrad verwendet, wobei Emissionsvermögen eine weitergefasste Bedeutung besitzt. So steht Emissionsvermögen vor allem in der älteren Literatur auch im Sinne einer strahlungsphysikalischen Größe, wie z. B. der spektralen Strahldichte.